# Coronta
Coronta (en grec antic Κόροντα) era una petita ciutat a l'interior d'Acarnània entre Metròpolis i Eníades.
Segons Tucídides, durant la guerra del Peloponès i després de la batalla de Naupacte l'any 429 aC, els atenencs van realitzar una expedició per Acarnània i van restablir a Cines al poder i van expulsar alguns ciutadans contraris als seus interessos.
En aquesta zona s'han trobat unes ruïnes de muralles hel·lèniques que se suposa que corresponen a l'antiga ciutat.